# لاورو تونياتو
لاورو تونيتو (بالإيطالية: Lauro Toneatto)‏ (مواليد 21 يناير 1933 في أدينة، فريولي فينيتسيا جوليا، توفي في 13 مايو 2010 في سيينا) لاعب كرة قدم ومدرب إيطالي.